# Dave Kaufman
Dave Kaufman foi um dos escritores do livro "What do you do after you hit Return", o qual foi o primeiro livro sobre jogos virtuais. Foi escrito em conjunto com Howie Franklin, Marc Lebrun e outros na People's Computer Company em 1975. O livro foi apenas publicado em 1977 pela editora Hayden e após três anos foi publicado novamente pela editora SAMS, em 1980.
O livro contém vários programas educacionais na linguagem BASIC ( Acrônimo para Beginners All-purpose Symbolic Instruction Code ou "Código de instrução de propósito geral para iniciantes") e encoraja a utilização de jogos em salas de aula com o objetivo de ensinar crianças como a linguagem de programação funciona. Cada definição de jogo no livro tem uma ou duas páginas que demonstram como o jogo funciona e o código está listado na parte de trás do mesmo. No artigo você pode encontrar os jogos em que Dave Kaufman fez que são parte deste livro. O fato de os códigos encontrarem abertamente a todos no livro torna os projetos contidos no nele, de certa forma, projetos de Código Aberto. Os Códigos, toda a documentação e as ideias estavam contidas nos livros para qualquer um que quisesse incrementa-las. Muitos acreditam que esse livro incentivou e teve grande importância no surgimento do conceito de Código Aberto, o qual foi utilizando em grandes projetos, entre eles um dos mais conhecidos e usados nos dias de hoje foi o Linux e sites online mostram listas dos projetos mais relevantes que utilizaram esse conceito e todo ano surgem projetos novos que fazem utilização do mesmo.
Há uma discussão na comunidade de desenvolvedores que argumenta que esse é o melhor método de desenvolvimento, pois faz proveito de um grande número de pessoas que vem de todos os lugares e com formações diferentes, assim aumentando a quantidade e diversificando as soluções para o problema. Um contra-argumento comum para isso é que a falta de comunicação constante e concentração no projeto. Mais detalhes na pagina Código Aberto
Dave Kaufman sempre acreditou na utilização de jogos na sala de aula para auxiliar no aprendizado e familiarização com linguagens de programação. Devido a época em que o livro foi publicado, vários jogos só existiam com interface textual e muitas vezes necessitavam do conhecimento da linguagem para se jogar. Desde da ultima edição da página ( 23 de Janeiro de 2016 ), continua acreditando que a utilização de jogos pode ser útil para o auxílio do aprendizado, não só o aprendizado de linguagens de programação mas em geral. 
O movimento para o incentivo a aprendizagem e familiarização com a computação e programação no colégio se torna cada vez mais popular tendo pessoas como Bill Gates mostrando sua opinião e explicando ela no vídeo de titulo "Gates: More kids should learn to program".

## Contribuições notáveis para o desenvolvimento de jogos
A sua contribuição mais notável foi a criação do Star Trader. O Primeiro jogo de comercio espacial. Foi escrito na linguagem de programação BASIC. 
Baseado nos livros de Isaac Asimov, Star Trader apresenta um mapa estelar da galáxia na qual os jogadores podem se mover e adquirir dinheiro através de comércio e estabelecendo rotas de comércio. Toda a interface do jogo era textual. Acredita-se ter sido inspirado também na série Star Strek, que estava estreando apenas 2 anos antes. O jogo possui mais profundidade do que inicialmente aparenta, com jogadores monopolizando certos itens e outros controlando as rotas de comercio.
O código evoluiu para o jogo Trade Wars, um jogo feito por Chris Sherrick também utilizando BASIC para a plataforma TRS-80 e que foi imediatamente adaptado a plataforma IBM PC. É considerado um ancestral de grandes jogos de comércio e exploração espacial como Eve Online e as séries Wing Commander Privateer e Elite, os quais são grandes nomes e até marcos na indústria de jogos.
Atualmente ( 23 de Janeiro de 2016 ), na indústria de jogos está tendo um ressurgimento na popularidade dos jogos de simulação espacial com o lançamento de títulos de grande orçamento, incluindo a mais nova iteração da série Elite, Elite: Dangerous, No Man's Sky ( Exclusivo para o console Playstation 4 ) e o lançamento oficial de jogos populares como Kerbal Space Program, que se encontravam em "Early Access".

## Jogos de Dave Kaufman presentes no livro "What do you do after you hit Return"
- Lost in the Caves
- Public Caves
- Star Trader